# Bhiwandi
Bhiwandi (marathi: भिवंडी) – miasto w Indiach, w stanie Maharashtra, na nizinie Konkan. W 2001 r. miasto to zamieszkiwało ok. 600 tysięcy osób.
W mieście rozwinął się przemysł i rzemiosło, głównie włókiennicze.